# Château de Huillé
Le château de Huillé est un château situé à Huillé, en France.

## Localisation
Le château est situé dans le département français de Maine-et-Loire, sur la commune de Huillé.

## Historique
L'édifice est inscrit au titre des monuments historiques en 1975.

### Liens xternes
- Ressource relative à l'architecture :   - Mérimée